# 西郷村 (岐阜県)
西郷村（さいごうむら）は、かつて岐阜県本巣郡に存在した村である。
現在の岐阜市西北部に該当する地域である。現在の地名は、上西郷、中西郷、下西郷、小野、中にあたる。

## 歴史
- 江戸時代末期、この地域は美濃国方県郡に属し、旗本戸田氏[1]、旗本織田氏、磐城平藩領であった。
- 1897年（明治30年）4月1日[2] - 方県郡が分割され、稲葉郡、揖斐郡、本巣郡の一部になる。この地域は本巣郡となる。
- 1897年（明治30年）4月1日 - 中西郷村、上西郷村、小野村、中村および、七郷村の一部（下西郷）が合併し、西郷村になる。
- 1950年（昭和25年）8月20日 - 西郷村が岐阜市に編入され、西郷村は消滅する。

## 学校
- 西郷村立西郷小学校（現・岐阜市立西郷小学校）
- 中学校は黒野村の岐阜県稲葉郡学校組合立稲北中学校（現・岐阜市立岐北中学校）へ通学。

## 旧跡・観光など
- 物部神社
- 船来山
  - 船来山古墳群

## その他
- 岐阜市に西郷の名のある地名は、上西郷、中西郷、下西郷、小西郷があり、同じ地域にある。明治時代の合併時、小西郷のみが西郷村に属さなかった。その影響で現在も小学校・中学校が異なる。